# Tcheka (musicien)
Pour les articles homonymes, voir Tchéka (homonymie).
Tcheka de son nom de naissance Manuel Lopes Andrade, né le 20 juillet 1973 à Ribeira da Barca sur l'île de Santiago, est un chanteur, auteur-compositeur et guitariste capverdien.

## Biographie

### Débuts
Tcheka a grandi dans une famille musicale. À 14 ans, Tcheka a commencé à jouer avec son père violoniste, Nho Raul Andrade, lors de festivals locaux, de mariages, baptêmes et enterrements. Au moment où Tcheka a atteint l'âge de 15 ans, il a commencé à développer son propre style, incorporant le genre batuque avec sa guitare. Jeune homme, Tcheka a quitté sa maison rurale et est allé vivre dans la capitale Praia.

### Suite
Il devient ensuite caméraman pour la télévision nationale, où il rencontre le journaliste Júlio Rodrigues, avec qui il écrit plusieurs chansons, et se produit de manière informelle dans les bars de la capitale capverdienne.

## Parcours professionnel
Tcheka a élargi ses horizons musicaux, ce qui l'a amené à maturité en tant qu'artiste et a conduit à la sortie de son premier CD en 2003 intitulé Argui, par le label Lusafrica. Il s'est produit dans plusieurs pays européens et il a même enregistré un DVD de concert live en 2004.
En 2005, Tcheka enregistre son deuxième album intitulé Nu Monda, qui rencontre de très bonnes critiques et lui vaut le Prix découvertes RFI.
Tcheka était un artiste vedette à la World Music Expo (WOMEX) à Séville, en Espagne.

## Collaborations
En 2015, il a commencé une coopération avec le guitariste sud-africain Derek Gripper qu'ils ont amené au Busara Festival (Zanzibar), HIFA (Zimbabwe) et Cape Town World Music Festival (Afrique du Sud).
Une collaboration avec le pianiste vedette portugais Mario Langhina a donné lieu à une série de concerts et à un enregistrement à paraître.
Il a sorti son cinquième album Boka Kafé en 2017 et a effectué une tournée dans plusieurs pays notamment aux États-Unis, Espagne, Allemagne, Serbie, Lettonie, Estonie, Pologne, Hongrie, Portugal, France et Luxembourg avec des concerts dans des lieux importants tels que Jazz in Marciac, Lincoln Center NY, Chicago World Music Festival (en) entre autres.

## Discographie

### Albums studios
- Argui (2003)
- Nu Monde (2005)
- Lonji (2007)[4],[5],[6],[7].
- Dor De Mar (2011)[8],[9].
- Boka Kafé (2017)
- Spera Mundo (2025)